# 포푸리

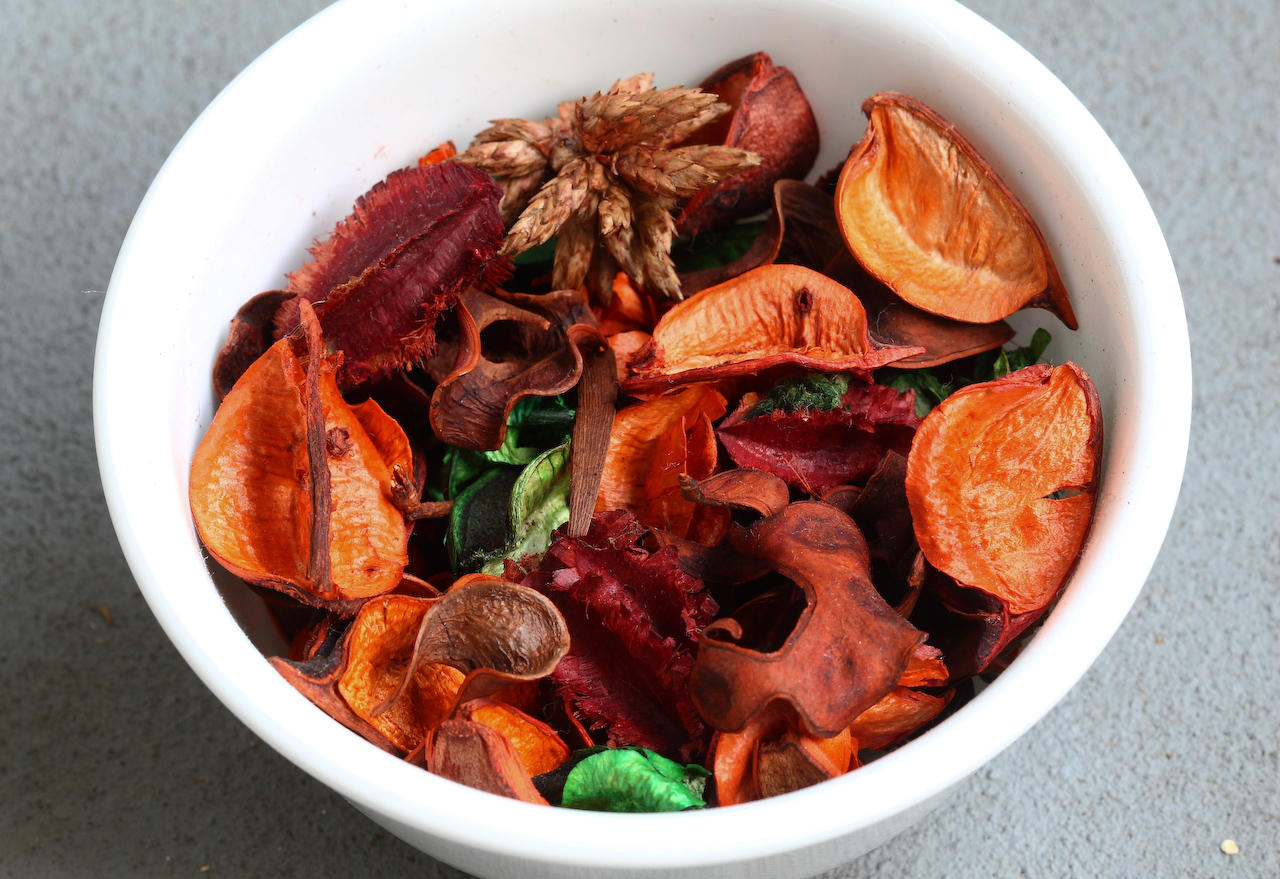
포푸리

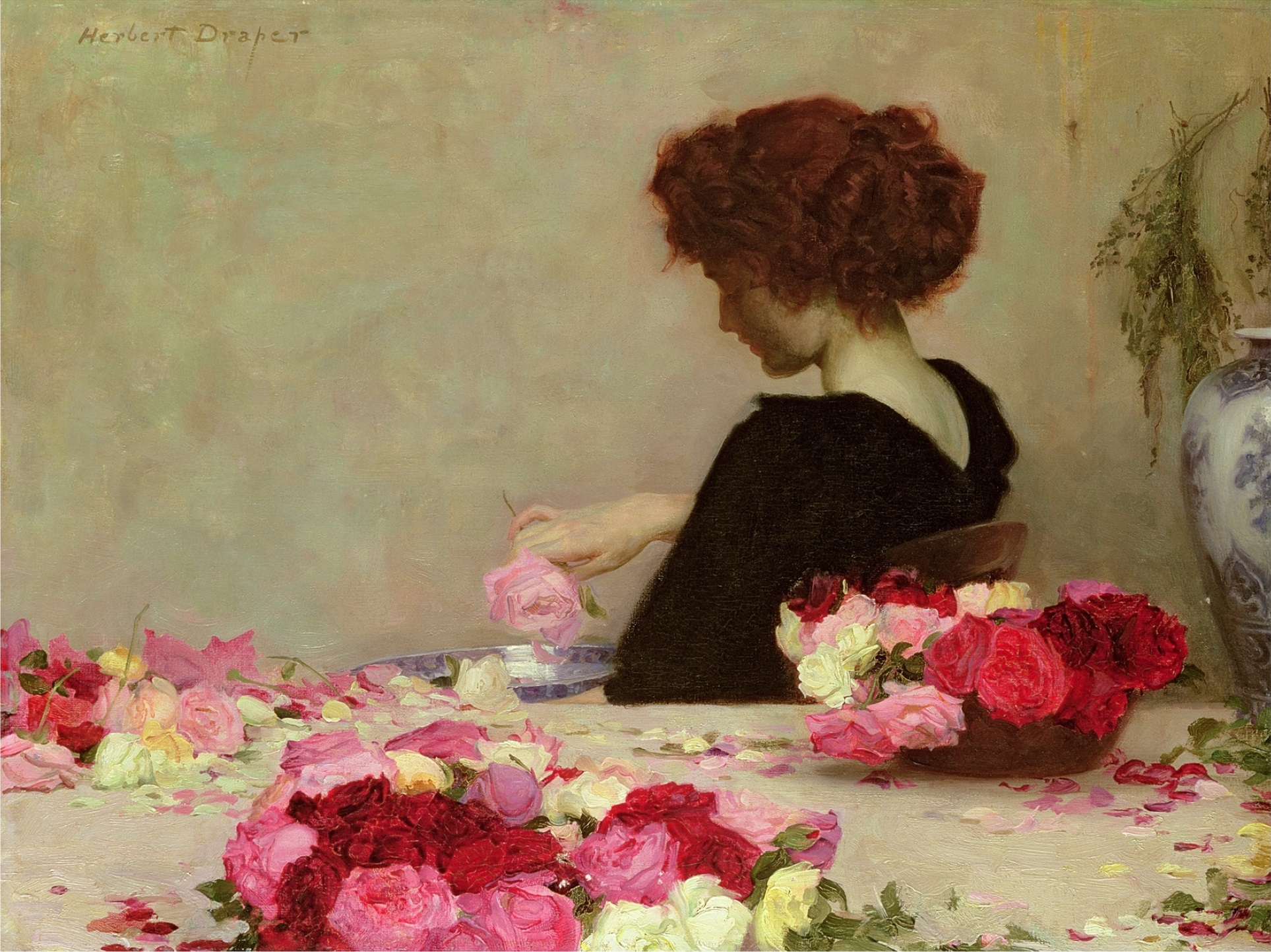
허버트 제임스 드레이퍼가 1897년에 그린, 포푸리를 만드는 여인의 그림

포푸리(영어: potpourri /ˌpoʊpʊˈriː/)는 일반적으로 거주 환경에 부드러운 자연적인 향기를 제공하기 위해 사용되는 건조한, 자연적으로 향기를 풍기는 식물성 재료의 혼합물이다. 흔히 장식적인 그릇이나, 아주 얇은 천으로 만든 작은 사셰에 담긴다.
"potpourri"라는 단어는 프랑스어의 단어 pot-pourri에서 유래하여 영어권으로 포함되었다. 프랑스의 단어는 두 개의 의미를 함축한다. 포푸리는 프랑스어로 다양한 재료를 포함하는 부르고스의 특산물인, 스페인식 스튜 올라 포드리다를 의미한다. 이 단어는 나폴레옹이 부르고스를 점령한 기간 동안 (1808-1813) 프랑스의 군인들이 베껴서 가져갔다. 단어 pot은 프랑스어에서도 스페인어, 영어와 동일한 의미인 반면, pourri는 썩었다는 뜻이다.

## 역사

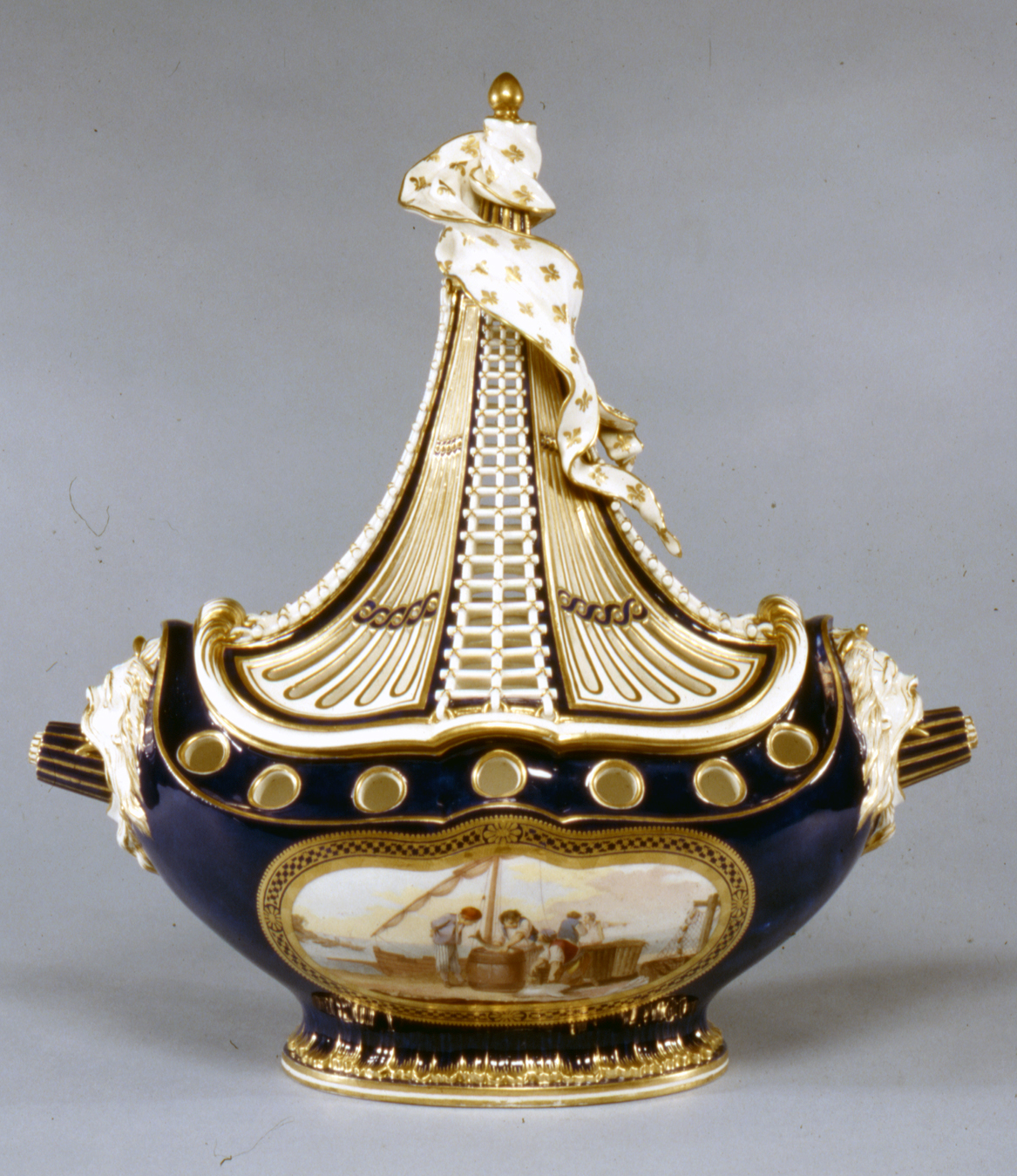
1763년에 자기로 만든 배 모양의 세브르 포푸리 단지

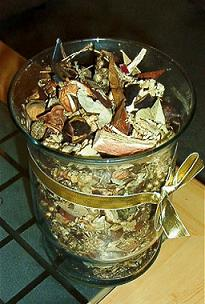
포푸리 단지

향기나는 마른 식물 재질은 옛날부터 그냥 바닥에 흩뿌리는 등의 다양한 방식으로 사용되어 왔다. 17세기 초에 프랑스에서는 봄부터, 여름 내내 신선한 허브와 꽃을 채취했다. 채집한 허브는 하루이틀 간 시들게 방치한 뒤에, 거친 바닷소금과 함께 깔렸다. 오래된 혼합물은 때때로 식물이 한 겹 더 깔림에 따라 휘저어졌다. 혼합물은 여름 동안 발효되거나 곰팡이가 피기까지 했다. 가을에는 보기 흉한 회색 혼합물에 향신료가 만족스러운 향기를 얻어낼 때까지 첨가되었다. 그리고는, 향기 보존 정착제가 첨가되었다. 완성된 포푸리는 방 안에 향기를 퍼뜨리기 위해 뚜껑에 구멍이 뚫린 특수한 항아리에 담겼다.
좀 더 현대적인 포푸리는 꼭 향기가 나지 않더라도 장식적으로 생긴 건조한 식물과, 강력한 자연, 합성 향수, 그리고 흔히 염료로 구성되는데, 향기는 흔히 사용된 식물과는 관련이 없다. 때때로 포푸리의 크기를 확보하고 미학적으로 좀 더 보기 좋게 만들기 위해 비식물성 재료가 섞이기도 한다. 하지만 향기가 흡수되어 천천히 방출되려면 고정제가 필요하다, 일반적으로 오리스 뿌리가 고정제로 사용된다.

## 수명
마른 꽃은 두 달에서 이십 년 사이 정도까지 유지될 수 있으며, 이는 무엇을 섞었는지에 따라 다르다. 적절하게 만들어진 포푸리는 밀폐된 용기에 담기면 오래 지속된다.

## 용기
자기로 만드는 경우, 포푸리 단지는 포푸리를 담기 위해 특수하게 설계되었다. 전통적인 디자인의 경우, 포푸리 용기는 향기가 천천히 발산하도록 높이 솟은 뚜껑과 함께 사용되었다. 자기로 만든 배 모양의 세브르 포푸리 단지는 1750~60년대에 만들어진 제일 굉장한 작품들 중 하나다; 퐁파두르 백작 부인은 현재 열 개가 남아있는 이 열두 개의 작품들 중 세 개를 소유했다.

## 사용되는 식물

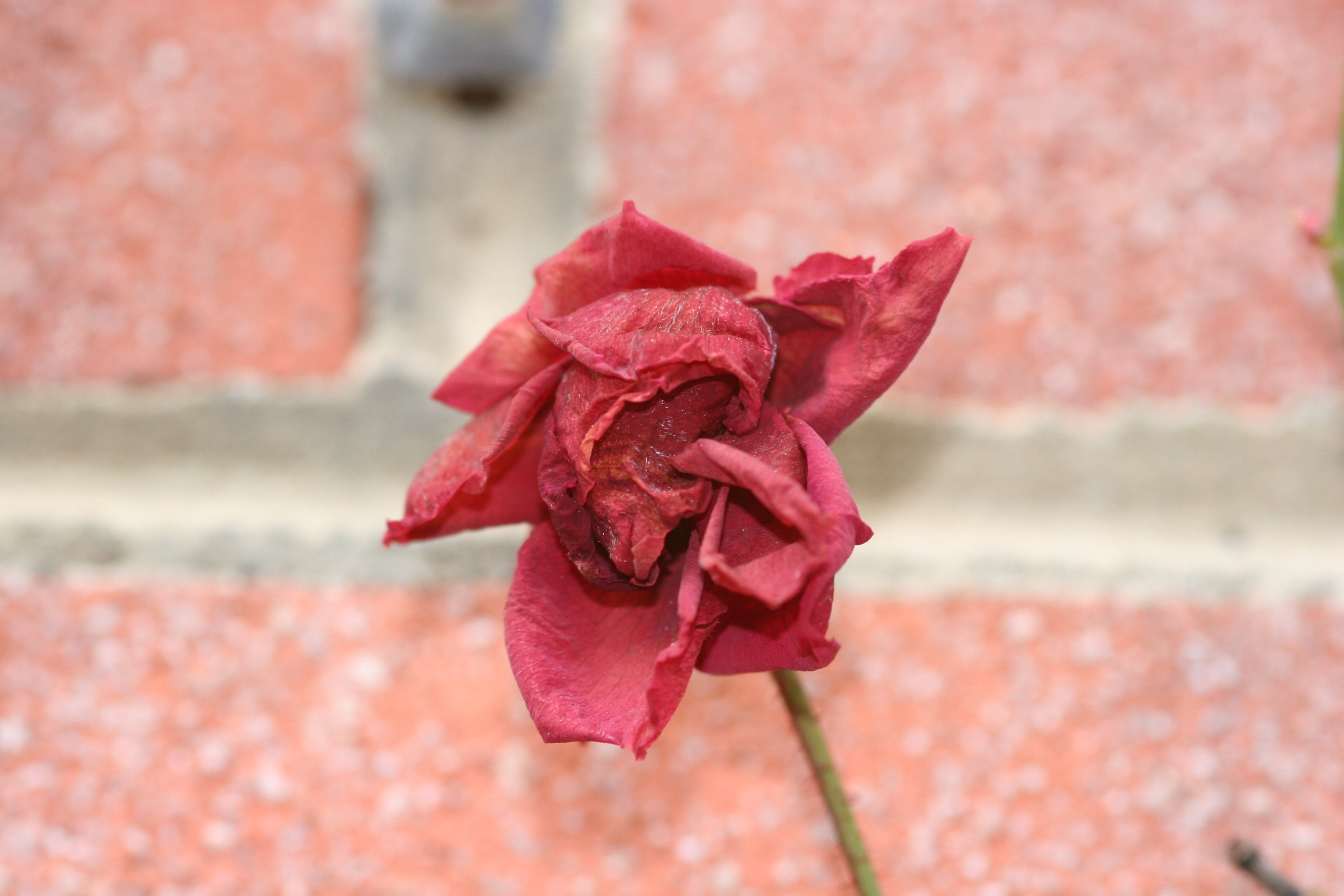
말린 장미. 건조한 꽃은 포푸리의 일반적인 재료다.

포푸리를 만드는 데 사용되는 많은 식물이 있다. 연구자들은 95개의 과에서 균류와 지의류를 포함한 300개의 종들을 식별하였다. 마전자나무 등의 과실에서 몇몇 독성 재질이 확인되었다. 전통적인 포푸리에 사용되는 자연적으로 향기를 풍기는 식물들은 다음을 포함한다:
- 올스파이스
- 향나무 대팻밥 (독성이 있으며, 나방을 내쫓는다)
- 시나몬 나무 껍질과 계피 (시나몬과 냄새가 비슷하지만 더 약하다)
- 정향
- 사이프러스 대팻밥 (독성이 있으며, 나방을 내쫓는다)
- 회향 씨
- 향삼나무 대팻밥
- 자스민 꽃과 기름
- 대추 꽃
- 향나무 대팻밥 (독성이 있으며, 나방을 내쫓는다)
- 라벤더 이파리와 꽃
- 레몬밤 이파리와 꽃
- 레몬 껍질
- 마조람 이파리와 꽃
- 목서초 이파리와 꽃
- 민트 이파리와 꽃
- 머그워트 (독성이 있으며, 사향 냄새가 나며, 나방을 내쫓는다)
- 오렌지 껍질
- 제라늄 중 향기나는 종류의 이파리
- 피뇬소나무 대팻밥과 열매
- 장미 꽃, 열매, 기름
- 로즈메리 이파리와 꽃